# 조자 스미스
조자 스미스(Jorja Smith, 1997년 6월 11일 ~ )는 잉글랜드의 싱어송라이터이다. BBC 사운드 오브 2017에서 4위를 했으며, 2019 브릿 어워드 영국 여성 솔로 아티스트상을 수상했다.

## 음반 목록

### 정규 앨범
- Lost & Found (2018)

### EP
- Project 11 (2016)